# Bahnhof Möllen (Niederrhein)
Der Bahnhof Möllen (Niederrhein) ist eine Betriebsstelle an der Walsumbahn Oberhausen – Spellen im Ortsteil Möllen der Stadt Voerde (Niederrhein) im Kreis Wesel. Der Bahnhof wurde bis 1963 planmäßig von Reisezügen angefahren und ist seitdem ein reiner Güterbahnhof. Von 1970 bis 2017 war Möllen Anschlussbahnhof für das Kraftwerk Voerde.

## Geschichte
Der Bahnhof Möllen ging gleichzeitig mit der Strecke am 15. Oktober 1912 in Betrieb. Er verfügte in der Anfangszeit über zwei mechanische Stellwerke Bauart AEG. Das Befehlsstellwerk Moe befand sich im Empfangsgebäude am Südkopf, das Wärterstellwerk Wt (Westturm) am nordwestlichen Bahnhofskopf. Von den sechs Gleisen im Bahnhof waren die Gleise 1 und 2 Durchfahrtsgleise, Gleis 3 war Überholgleis für Güterzüge, die Gleise 5–7 waren Nebengleise. An Gleis 6 und 7 waren Laderampen angeschlossen.
Angesichts geringer Umschlagszahlen sah sich die Deutsche Reichsbahn Mitte der 1920er Jahre gezwungen, die Kosten der Betriebsstelle zu reduzieren. Auf Veranlassung des Reichsbahn-Betriebsamtes Duisburg 3 wurde der Bahnhof am 15. Juli 1926 in eine Haltestelle ohne Zugfolgestelle (Ausweichanschlussstelle) umgewandelt und die beiden Stellwerke aufgelassen. Im Spannwerksraum des Stellwerks Moe richtete die Bahnmeisterei Spellen Sozialräume ein. Die ferngestellten Weichen wurden durch Handweichen ersetzt und mit einem Schlüsselwerk gesichert, der Streckenblock wurde im Regelfall von Walsum nach Spellen durchgeschaltet und nur bei Übergabefahrten nach Möllen freigegeben. Mit der Umwandlung wurden gleichzeitig die Gleise 2–4 abgebaut.
Zum 14. Mai 1950 wandelte die Deutsche Bundesbahn den Streckenabschnitt Walsum – Spellen in eine Nebenbahn um und führte gleichzeitig den Zugleitbetrieb auf diesem Abschnitt ein. Gleichzeitig übertrug sie die Aufgabe der Fahrkartenausgabe an eine Agentur. Zum 13. Dezember 1957 stellte die Bundesbahn der Versand von Stückgut in Möllen ein. Mit der Aufgabe des Personenverkehrs zwischen Walsum und Spellen am 25. Mai 1963 endete auch die Beförderung von Gepäck und Expressgut. Mitte der 1960er Jahre mietete ein Unternehmen die Güterhalle an und nutzte den linken Teil des Empfangsgebäudes für den Betrieb einer Kistenfabrik. Sie bezog hierzu Bretter aus Schweden, die per Bahn angeliefert wurden.
Im März 1964 beschloss die Stadt Voerde (Niederrhein) den Bau des Kraftwerks West bei Möllen. Die Steag erhielt die Genehmigung zum Bau eines Steinkohlekraftwerks für Ballastkohle. Mit der Bundesbahn schloss sie zudem einen Pachtvertrag über die Nutzung des Bahnhofsgeländes mit Ausnahme des durchgehenden Hauptgleises, des Empfangsgebäudes und der südlichen Zufahrt zur Ladestraße. Nach Baubeginn 1968 konnten das Kraftwerk 1970 in Betrieb gehen. Es entstand eine dreigleisige Anlage mit Entladebunker, ein weiteres Gleis diente dem Austausch von Transformatoren. Der Personentunnel wurde beim Umbau der Ausweichanschlussstelle (Awanst) verschlossen und die Reste des Bahnsteigs abgetragen. Das Schlüsselwerk blieb zunächst erhalten und drei Hauptsignale sicherungstechnisch in dieses eingebunden. Am 18. August 1970 traf der erste Kohle-Ganzzug zur Entladung in Möllen ein. 1975 fiel der Beschluss zur Erweiterung des Kraftwerks um die Blöcke Voerde A und B. Der erste Block ging im Oktober 1982 ans Netz. Die Gleisanlagen der Awanst wurden gleichzeitig erweitert und ein zweiter Entladebunker errichtet. Um 1984 wurde das Transformatorengleis um drei weitere Gleise für die REA-Gipsverladung ergänzt. Nachdem die anfallende Menge an Gips die 100.000-Tonnen-Marke überschritt, gingen die Kraftwerksbetreiber dazu über, das Produkt auf Binnenschiffe zu verladen. Am 23. Februar 1986 ging das Relaisstellwerk Moe in Betrieb. Es ersetzte das Schlüsselwerk und wurde in einem Dienstraum des Bunkers Voerde eingerichtet. Seit 1989 versorgte die Bundesbahn das Kraftwerk zusätzlich mit Ammoniak zur Rauchgasentstickung. Spätestens seit 2011 ist die Betriebsstelle wieder als Bahnhof klassifiziert. Mit der Schließung des Kraftwerks am 31. März 2017 endete auch die Zulieferung von Steinkohle. Zuletzt wurde das Kraftwerk von bis zu 22 Zügen pro Tag beliefert.

## Anlage

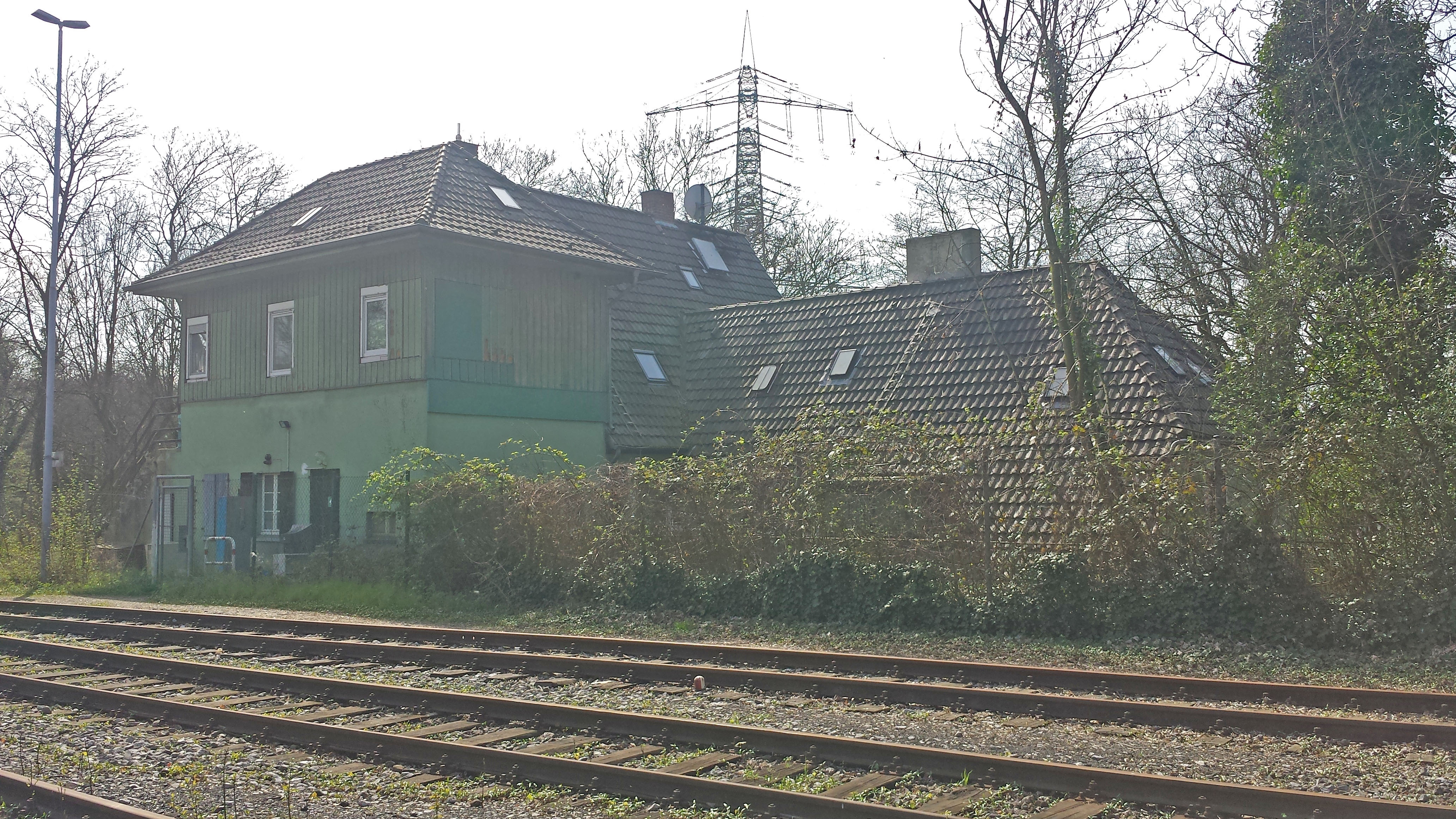
Empfangsgebäude Gleisseite mit dem Anbau des ehemaligen mechanischen Stellwerks Moe, 2017

Die Betriebsstelle befindet sich im Kilometer 18,41 der VzG-Strecke 2271 (Oberhausen Hbf – Spellen (Niederrhein) – Wesel). Der Bahnhof umfasst insgesamt zwölf Gleise, von denen das östliche Gleis 1 das durchgehende Hauptgleis ist. Der eigentliche Güterbahnhof ist nur in Fahrtrichtung Walsum an das durchgehende Hauptgleis angeschlossen, das Gelände ist gegenüber Gleis 1 eingezäunt und mit einem Gleistor versehen. Der für den Kohlenverkehr bestimmte Bahnhofsteil umfasst die Gleise 2–6, die Bunker zum Entladen befinden sich in Gleis 3 (Bunker West) und Gleis 4 (Bunker Voerde). Die Einfahrt erfolgte über die Gleise 2 (Süd) und 5, Gleis 2 (Nord) und 6 dienen als Lokumfahrgleise. Gleis 7 dient als Abstellgleis. Gleis 8 führt von Gleis 6 aus in einem großen Bogen südlich um das Gelände auf die Westseite des Kraftwerks, von wo aus die Gleise 10–12 abgehen. Unter anderem befand sich dort eine Verladestation für Gips, das als Abfallprodukt der Rauchgasentschwefelungsanlage entstand. Gleis 9 diente dem Austausch von Transformatoren.
Der Bahnhof ist mit drei Hauptsignalen ausgestattet. Die Signale 20A und 20F fungieren als Einfahrsignale aus südlicher beziehungsweise nördlicher Richtung. Signal P2 (ehemals G) ist Gruppenausfahrsignal für die Gleise 2–6 und zugleich das einzige Ausfahrsignal des Bahnhofs. Weichen und Signale des Kraftwerksanschlusses werden vom Stellwerk Moe aus, einem Relaisstellwerk der Bauart DrS, gesteuert. Von April bis Dezember 2017 wurde das Stellwerk dauerhaft vom Fahrdienstleiter in Walsum ferngesteuert, mit der Anbindung der Strecke an das ESTW-Z in Oberhausen West wurde die Fernsteuerung außer Betrieb genommen. Da das Gleis 1 an das elektronische Stellwerk angebunden wurde, wird das Stellwerk Moe nur noch bei Fahrten zum Kraftwerksanschluss örtlich besetzt.
Das ehemalige Empfangsgebäude steht am südlichen Bahnhofskopf nördlich der Friedrichstraße. Der Bau ist identisch mit dem Empfangsgebäude von Spellen, aber seitenverkehrt aufgebaut. Die Fahrkartenausgabe befand sich daher nach Betreten des Vorraums linkerhand. Geradeaus führte ein Personentunnel zum Mittelbahnsteig. Der Vorraum der Fahrkartenausgabe diente als Wartehalle, ein separater Warteraum war nicht eingerichtet. Im Ober- sowie im Dachgeschoss waren Dienstwohnungen eingerichtet. Zur Gleisseite hin befand sich in einem Anbau das mechanische Stellwerk Moe. Im Spannwerksraum befanden sich nach der Stilllegung des Stellwerks diverse Sozialräume. Der Bedienraum wurde nach 1926 ebenfalls als Wohnraum genutzt. Das Gebäude steht unter Denkmalschutz.

## Verkehr

### Personenverkehr
Der Möllener Bahnhof war angesichts seiner Nähe zum Rhein und der Ortschaft Götterswickerhamm vor allem im Ausflugsverkehr nachgefragt. Der Sommerfahrplan von Mai 1914 wies zwischen Oberhausen Hauptbahnhof und Wesel täglich acht Zugpaare auf. Infolge der steigenden Inflation ging das Angebot 1920 bis auf drei Zugpaare zurück. Am 3. Oktober 1937 wurde die Strecke in den Ruhrschnellverkehr einbezogen und das Angebot auf 34 Züge ausgeweitet. Im Sommer 1939 fuhren 17 Zugpaare auf der Strecke, bis 1943 ging die Anzahl auf 13 Zugpaare zurück. Im Winterfahrplan 1944/45 fuhren drei Züge über Wesel hinaus weiter bis Bocholt, in der Gegenrichtung kamen sieben Züge aus Bocholt über die Walsumbahn nach Oberhausen. Nach dem Zweiten Weltkrieg war Spellen der nördliche Endpunkt der Strecke. Ab 1951 fuhren die Züge über Oberhausen Hbf weiter nach Duisburg-Ruhrort. Der letzte Personenzug über Möllen fuhr am 25. Mai 1963.

### Güterverkehr
Der lokale Güterverkehr beschränkte sich in Möllen vor allem auf die Verladung von landwirtschaftlichen Produkten wie Getreide, Zuckerrüben und Vieh. Vermutlich wurde auch Holz aus dem Waldgebiet um Haus Wohnung in Möllen umgeschlagen. Die Nähe zu besser erreichbaren Bahnhöfen wie Spellen, Dinslaken oder Voerde hatten letztendlich auch die Umwandlung des Bahnhofs in eine Ausweichanschlussstelle 1926 zur Folge gehabt.
Nach Inbetriebnahme des Gemeinschaftskraftwerks West 1970 bedienten täglich etwa sechs bis sieben Züge die Betriebsstelle. Nach Inbetriebnahme der Blöcke Voerde A und B verkehrten bis zu 18 Züge. Infolge der Leistungssteigerung der Kraftwerksblöcke konnten im Jahr 2010 bis zu 22 Züge täglich entladen werden. Das Kraftwerk wurde zunächst mit Steinkohle aus den Zechen Walsum und Sophia-Jacoba (bis 1997) versorgt. Um die Jahrtausendwende übernahm die heutige RBH Logistics die Kohleverkehre. Nach Stilllegung der Zeche Walsum 2007 wurde das Kraftwerk zunehmend mit Importkohle versorgt. Die Kohletransporte übernahmen unter anderem die Dortmunder Eisenbahn und die NIAG. Einzelwagenverkehre, etwa die Anlieferung der Ammoniak-Kesselwagen übernahm DB Cargo.